# Friedrich-Engels-Straße (Stralsund)
Die Friedrich-Engels-Straße in Stralsund verbindet den Knieperdamm an der Einmündung der Gerhart-Hauptmann-Straße mit dem Carl-Heydemann-Ring und dem Jungfernstieg. Die Straße An den Bleichen, die Dr.-Wilhelm-Külz-Straße, der Martinsgarten und der Küterdamm gehen von der Friedrich-Engels-Straße ab.

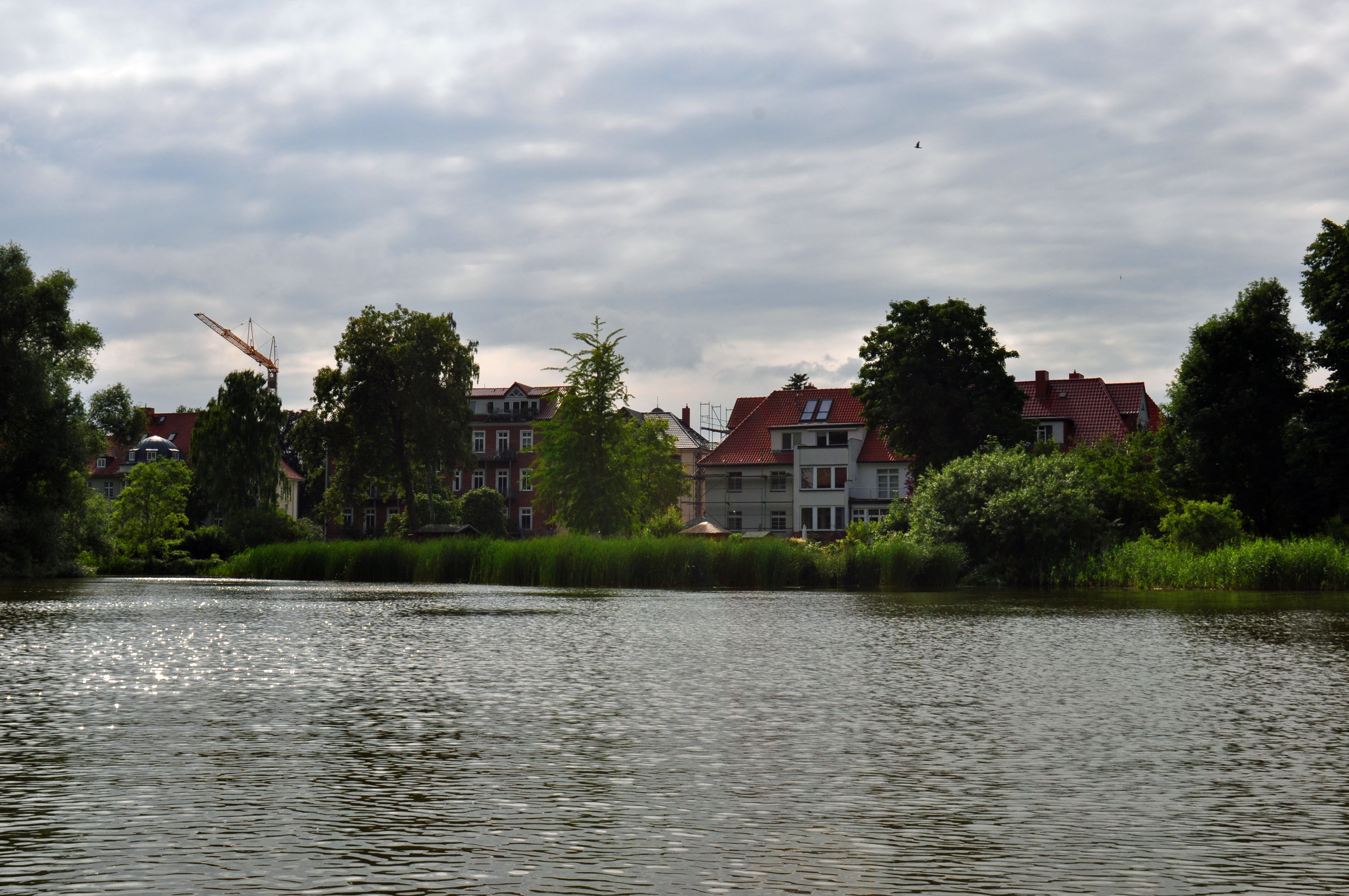
Blick vom Knieperteich auf Häuser in der Friedrich-Engels-Straße in Stralsund (2013)

Die in den Stadtteilen Kniepervorstadt und Tribseer Vorstadt gelegene Straße verläuft über eine steinerne Brücke zwischen dem Knieperteich und dem Moorteich. Die steinerne Brücke ersetzte 1912/1913 einen hölzernen Vorgängerbau.
Die Straße gehörte bis zum Jahr 1869 zum Weg Nach dem Hainholze. Ab 1869 wurde der Abschnitt der Straße vom Knieperdamm bis zu der Brücke, die die schmale Verbindung zwischen Moorteich und Knieperteich überquert, Teichstraße benannt, der Abschnitt von der Brücke bis zum Jungfernstieg Alter Jungfernstieg. Im Jahr 1938 wurden beide Abschnitte der Straße unter dem Namen Teichstraße zusammengefasst. Nachdem Stralsund nach dem Zweiten Weltkrieg auf dem Gebiet der Sowjetischen Besatzungszone lag wurde im Jahr 1946 die gesamte Straße zu Ehren des Philosophs Friedrich Engels umbenannt.
Zahlreiche Gebäude in der Straße sind in die Liste der Baudenkmale Stralsunds eingetragen und stehen unter Denkmalschutz, nämlich die Häuser Friedrich-Engels-Straße 7, Friedrich-Engels-Straße 9, Friedrich-Engels-Straße 12, Friedrich-Engels-Straße 12 a/b/c, Friedrich-Engels-Straße 13, Friedrich-Engels-Straße 14, Friedrich-Engels-Straße 15, Friedrich-Engels-Straße 17, Friedrich-Engels-Straße 19, Friedrich-Engels-Straße 20, Friedrich-Engels-Straße 21, Friedrich-Engels-Straße 26 und Friedrich-Engels-Straße 28.
Gegen Ende des 19. Jahrhunderts wurde das erste Gebäude an der Straße errichtet, eine von Richard Lass betriebene Dampfmühle. Diese wurde Ende der 1920er Jahre in ein Wohnhaus (heutige Nr. 17) umgebaut, nachdem Pläne der Stadt, die das Gelände am 27. Mai 1926 nach dem Tod des Mühlenbesitzers für 130.000 Reichsmark erworben hatte, zur Umwandlung in eine Schule gescheitert waren. Im Jahr 1899 wurde am Ende der Straße eine Molkerei eröffnet, die im Jahr 1961 zu einer Fleisch- und Wurstwarenfabrik umgebaut wurde; sie existiert nicht mehr. In den 1920er Jahren entstanden viele der Häuser in der Straße.
Eine Buslinie des SWS Nahverkehr verkehrt durch die Friedrich-Engels-Straße. Eine Volkshochschule hatte hier bis ins Jahr 2016 ihren Sitz.